# ترژری واین استیتس
ترژری واین استیتس (انگلیسی: Treasury Wine Estates) شرکت نوشیدنی استرالیایی است، که در سال ۲۰۱۱ تأسیس شد.